# Right Said Fred
Right Said Fred — британская поп-группа, созданная в 1989 году братьями Ричардом и Фредом Фэйрбрассами (Richard and Fred Fairbrass).

## История
Название группы восходит к известной песне Бернарда Криббинса 1962 года выпуска. В 1990-е годы в группе состоял третий участник — Роб Манзоли, который написал для Right Said Fred несколько песен. В 1991 году вышел первый хит «I’m Too Sexy», многократно использованный в кино и на телевидении. Песня заняла первое место в хит-парадах США и второе место в Великобритании. После The Beatles, они стали второй группой из Англии, три недели подряд занимавшей первую строчку хит-парадов США. В 1996 году Манзоли покинул группу. После долгого перерыва Right Said Fred выпустили новый сингл «You’re My Mate», ставший гимном сборной ЮАР по регби.
В связи с устоявшимся имиджем группы, с 2007 года Ричард и Фред снимаются в немецкой рекламе моющего средства Meister Proper.

## Дискография
- 1992 — Up
- 1993 — Sex and Travel
- 1996 — Smashing!
- 2001 — Fredhead[1]
- 2002 — Stand Up
- 2006 — For Sale
- 2008 — I’m a Celebrity
- 2011 — Stop The World